# Дилип Кумар
Дилип Кумар (1922 – 2021) е индийски актьор, част от златното трио актъори на класическото индийското кино доминиращи индустрията от 40-те до 60-те на XXв., заедно с Радж Капур и Дев Ананд. Той е известен със това че въвежда и метода на Станиславски във индийското кино.